# William Clark, Baron Clark of Kempston
William Gibson Haig Clark, Baron Clark of Kempston PC (* 18. Oktober 1917 in London; † 4. Oktober 2004 in Bedford) war ein britischer Politiker und Life Peer.

## Leben
Clark besuchte das Battersea Polytechnic Institute, die Vorgängereinrichtung der heutigen University of Surrey, von welchem er 1941 mit einem Abschluss in Buchhaltung abging. In den folgenden Kriegsjahren diente er im Royal Ordnance Corps in Großbritannien und Indien. Er verließ das Militär nach Kriegsende 1946 im Range eines Majors.
Nach seiner Heimkehr eröffnete Clark eine eigene Buchhalterfirma und war als Investor tätig. Insbesondere investierte er in die Rohrzuckerproduktion in Belize und St. Kitts. Er behielt sein wirtschaftliches Interesse auch während seiner späteren Jahre in der Politik bei und war unter anderem als Berater für Tate & Lyle tätig.
Seinen Weg in die Politik fand Clark 1949, als er in den Rat des Metropolitan Borough of Wandsworth einzog, in welchem er als Vizevorsitzender des Finanzkomitees diente. In den Jahren 1952 und 1955 trat er für die Conservative Party bei den Wahlen zum London County Council respektive den Unterhauswahlen an, beide Male  jedoch ohne Erfolg. Bei letzteren unterlag er in seinem Wahlbezirk gegen Reginald Paget.
Schließlich schaffte er 1959 den Einzug ins Parlament und gehörte diesem zunächst bis 1966 an, als er sich in seinem Wahlbezirk Nottingham South knapp nicht durchsetzen konnte. Bereits 1970 gelang ihm allerdings der Wiedereinzug, diesmal für East Surrey. In der Folgezeit gehörte er dem Unterhaus bis zu seinem Rücktritt aus der aktiven Politik 1992 ununterbrochen an.
Clark war vornehmlich im Bereich der Finanzpolitik tätig. Mitte der 1970er Jahre war er maßgeblich an der finanziellen Sanierung der Conservative Party beteiligt und im Parlament war er ab 1979 Vorsitzender des Finanzkomitees der Conservatives. Er war ein überzeugter Verteidiger der Politik Margaret Thatchers und stellte dies auch in zahlreichen Fernsehauftritten unter Beweis.
1980 wurde er zum Ritter geschlagen, 1990 wurde er Mitglied des Privy Council.
Clark wurde im Juli 1992 zum Life Peer ernannt und trug seither offiziell den Titel Baron Clark of Kempston, of Kempston in the County of Bedfordshire. Er nahm regelmäßig und aktiv an den Sitzungen im House of Lords teil.
Clark war seit 1944 verheiratet und hatte vier Kinder, von denen zwei jedoch bereits vor ihm ablebten.